# جيل برلتار (رواية)
جيل برلتار (بالفرنسية: Gil Braltar)‏، قصة قصيرة من تأليف الروائي جول فيرن صدرت عام 1887. وقد نشرت مع رواية الطريق إلى فرنسا ضمن مجموعة رحلات غير عادية.